# Горж дю Тарн
Горж дю Тарн (на френски: Gorges du Tarn) е пролом в Централния масив в южната част на Франция, образуван от водите на река Тарн. Проломът, разположен в департаментите Лозер и Аверон, има дължина 53 km и дълбочина от 400 до 600 m. Той е популярен туристически обект.
Категория:Окситания